# Ejo Takata
Ejo Takata Shigueta (高田 慧穣 Takata Ejo?,  Kobe, Japón; 24 de marzo de 1928 - Ciudad de México; 16 de junio de 1997) fue un monje japonés, discípulo de Yamada Mumon, que vivió y enseñó zen en México desde 1967 hasta su muerte. Al llegar a este país hizo un bastón -conocido como keisaku- donde escribió: "Aprende por ti mismo, yo nada puedo enseñarte".

## Biografía

### Vida en Japón
Nació en Kōbe, Japón. Desde muy pequeño conoce el templo Shōryu-ji, al que su abuela lo llevaba cuando acudía a tomar té con los monjes zen. A los quince años inició la práctica del zen en ese templo, teniendo entonces como maestro a Heikisōken Rōdaishi, máxima autoridad de la escuela zen Rinzai en Japón.
Nueve años más adelante ingresó, como discípulo directo de Yamada Mumon, en el monasterio de Shōfukuji en Kamakura, que en 1195 fundara Yosai, el primer monje que importó el budismo zen chino a Japón.
Durante esta etapa obtuvo el doctorado en filosofía zen por la Universidad de Hanazono. Fue de las pocas personas que combinaron la educación académica en una universidad con la preparación tradicional como monje en un monasterio.

### Vida en México

#### Inicios
Se embarcó a México, país que ya había visitado acompañando a su maestro Mumon Yamada Roshi. Quería saber por qué los extranjeros empezaban a buscar el zen y también le interesaba conocer hacia dónde se movía el pensamiento de la juventud de esa época.
Una vez en el país se entrevista con Erich Fromm en Cuernavaca (Morelos) y trabaja con sus discípulos en la Ciudad de México, donde funda el primer zendo en 1961.
En 1969 se propuso realizar un intercambio cultural entre México y Japón, teniendo como base la práctica del zen. Aunque dio algunas conferencias sobre zen, nunca tuvo como intención buscar seguidores ni pretendió difundir el budismo, en coherencia esto con su famosa frase "México no necesita del zen" (más tarde se completó la frase con: "El zen necesita de México").
El zen Rinzai de Ejo Takata consistía en sentarse y respirar de la forma más simple, sin pensar algo en particular, sin visualizar nada en especial, ni repetir ningún mantra; estrictamente hablando no se hacía meditación, se practicaba zazen, aquí la mente queda libre de cualquier atadura. Muchas personas se acercaron a él buscando alguna enseñanza, pero él solía decir: "Sólo sentarse y respirar, nosotros no hacemos meditación. Si usted quiere, con mucho gusto, siéntese. Y si no, por favor irse ". El trabajo del grupo se podría comparar al de aquellos arqueros japoneses que tiran al arco, pero sin la intención agobiante de dar en el blanco.
Recibía antes del amanecer en el club japonés de la calle de Fujiyama, para meditación, ceremonia de té y tiro al arco. 

#### Trabajando en laacupuntura
En el año de 1967 estableció el Instituto Mexicano de Acupuntura Ryodoraku,A.C. (En 1975 fue nombrado Profesor de Medicina Ryodoraku en México por el director de investigación Ryodoraku de Tokio, el Dr. Yoshio Nakatani). 
El Instituto Mexicano de Acupuntura Ryodoraku, A.C. Escuela fundada en 1974 por el Roshi Ejo Takata Shigueta, que tiene la finalidad de dar a conocer todo lo relacionado con esta práctica de electroacupuntura desarrollada por los Drs. Sasagawa y Nakatani, entre otros japoneses.
Sus objetivos eran la investigación, la difusión de la acupuntura y su práctica en las regiones marginadas del país.

#### Trabajando con los campesinos pobres
En 1973, con la intención de participar en el desarrollo de las regiones marginadas de México, puso en marcha un proyecto: el Centro de Convivencia Campesina, localizado en Amecameca, estado de México, para capacitar a campesinos de diferentes regiones, de manera que se concentraran en ese lugar y después de aprender algunas técnicas japonesas de cultivo, criaderos de peces, mejoramiento de la vivienda, y educación de la salud, los campesinos se convirtieran en reproductores del sistema al regresar a sus comunidades de origen. 

#### Cierre del zen-do
Ejo Takata cerró su zen-do en 1985, aunque la enseñanza continuó: en 1988 obtuvo el permiso oficial de la Secretaría de Gobernación para enseñar zen en el Budho Kan de la Universidad Nacional Autónoma de México. En 1990, se inicia la práctica en La Galería, en 1992 en el Colegio de México y en 1996 en el instituto Politécnico Nacional y en Casa Amatlán.
En 1992, al fundarse el Consejo Interreligioso de México, el roshi Takata fue nombrado miembro fundador y representante del budismo en México ante el Consejo.

#### Ejo Takata, maestro de Jodorowsky
Mucho de lo que sabemos de Ejo Takata ha sido transmitido a través de Alejandro Jodorowsky, de quien fue maestro, y a quien inició en la meditación, y con quien interiorizó el conocimiento del zen y la enseñanza que transmiten los koans. Jodorowsky se acercó a Takata, según sus propias palabras, con “amor de huérfano y sed de padre”, pretendiendo que le condujera a la iluminación. Takata le ayudó a domar el intelecto y "descubrir la sabiduría femenina"; a "aceptar el dolor, no a luchar contra él".
Jodorowsky, en sus libros, habla con mucho cariño respeto y admiración de su maestro y amigo el  Roshi  Ejo Takata , del que dice que es "el hombre más honesto que he conocido en mi vida".

#### Muerte
Murió en la Ciudad de México el 16 de junio de 1997.